# Abu Rubays
Abu Rubays (tiếng Ả Rập: أبو ربيص, cũng đánh vần là Abu Rubeis hoặc Abu Rbeis) là một ngôi làng Syria nằm trong phó huyện Mahardah của huyện Mahardah ở Tỉnh Hama. Theo Cục Thống kê Trung ương Syria (CBS), Abu Rubays có dân số 619 người trong cuộc điều tra dân số năm 2004.